# 重要航空遺産
重要航空遺産（じゅうようこうくういさん）は、一般財団法人日本航空協会が、航空機を始めとする日本国内の航空に関連している歴史的遺産の中で、技術的・文化的に高い価値を持つと認定したものの総称。

## 概要
重要航空遺産を認定する「重要航空遺産認定制度」は、文化財としての認識や理解が十分とは言えない航空遺産の文化財的価値や遺産そのものの喪失を防ぎ、価値の高い航空遺産を後世に残すことを目的として、2007年（平成19年）に制定された。重要航空遺産として認定されるものは、航空史・航空技術史上での意義および希少性や良好に保持された歴史的情報を持つ、航空宇宙に関連する遺産全般であり、航空機だけでなく施設や図面・写真なども認定対象となる。また、遺産の状態の変化によっては認定が取り消されることもあり得るとされている。

## 認定品一覧
| 遺産名                                                                      | 所有者・管理者                   | 認定年月日     | 備考 |  |
| --------------------------------------------------------------------------- | -------------------------------- | -------------- | --- |  |
| YS-11輸送機量産初号機（JA8610）および関連資料                               | 国立科学博物館                   | 2008年3月28日  | ザ・ヒロサワ・シティにて展示 |  |
| 九一式戦闘機                                                                | 埼玉県                           | 2008年3月28日  | 所沢航空発祥記念館にて展示 |  |
| 戦後航空再開時の国産航空機群                                                | 東京都立産業技術高等専門学校     | 2009年5月18日  | 内訳は以下の通り 瓦斯電「神風」エンジン 東洋航空TT-10練習機（JA3026） 東洋航空フレッチャーFD-25A軽攻撃/練習機 東洋航空フレッチャーFD-25B軽攻撃機（JA3092） 読売Y-1ヘリコプター（JA7009） 自由航空研究所JHX-3ヘリコプター |  |
| 日本初の動力飛行をした飛行機のプロペラ                                      | 国立科学博物館                   | 2010年12月19日 | ハンス・グラーデ1910年型および アンリ・ファルマン1910年型のもの |  |
| 零式水上偵察機                                                              | 南さつま市                       | 2011年12月1日  | 万世特攻平和祈念館にて展示 |  |
| 日本初の飛行機による動力飛行が行われた代々木練兵場跡地                      | -                                | 2011年12月1日  | 所在地は東京都渋谷区 |  |
| UF-XS実験飛行艇                                                             | 海上自衛隊                       | 2014年3月27日  | 岐阜かかみがはら航空宇宙博物館にて展示 |  |
| X1G1B高揚力研究機                                                           | 防衛装備庁                       | 2014年3月27日  | 岐阜かかみがはら航空宇宙博物館にて展示 |  |
| 一式双発高等練習機                                                          | 立飛ホールディングス             | 2016年7月2日   | 過去に青森県立三沢航空科学館にて展示されたが現在は立飛ホールディングスにて保管 |  |
| 東京大学駒場IIキャンパス1号館（旧東京帝国大学航空研究所風洞部建物）三米風洞 | 東京大学先端科学技術研究センター | 2019年1月25日  | |  |
| 四式戦闘機「疾風」                                                          | 南九州市                         | 2023年2月14日  | 知覧特攻平和会館にて展示 |  |
| 三式戦闘機二型「飛燕」                                                      | 日本航空協会                     | 2023年3月25日  | 岐阜かかみがはら航空宇宙博物館にて展示 |  |